# Spoorlijn Longueau - Boulogne-Ville
De Spoorlijn Longueau - Boulogne-Ville is een Franse spoorlijn van Amiens naar Boulogne-sur-Mer. De lijn is 129,6 km lang en heeft als lijnnummer 311 000.

## Geschiedenis
Het gedeelte tussen Longueau en Amiens werd aangelegd door de Compagnie des chemins de fer du Nord en geopend op 18 juni 1846. Het tracé van Amiens naar Boulogne werd aangelegd door de Compagnie du chemin de fer d'Amiens à Boulogne en geopend in drie gedeeltes, van Amiens naar Abbeville op 15 maart 1847, van Abbeville naar Neufchâtel-Hardelot op 21 november 1847 en van Neufchâtel-Hardelot naar Boulogne-Capécure op 17 april 1848.
Gedurende de Eerste Wereldoorlog werd de lijn op 4 sporen gebracht tussen Port-le-Grand en Étaples met diverse bypasses wegens gebruik aan ruimte in de reeds bestaande stations. Al gauw na het beëindigen van het conflict werden deze extra sporen weer opgebroken.
Op 1962 werd een nieuw station Boulogne-Ville in gebruik genomen ter vervanging van het oude kopstation. Hiermee hoefden doorgaande treinen richting Calais niet langer kop te maken. 

## Treindiensten
De SNCF verzorgt het personenvervoer op dit traject met TER treinen.
| Serie    | Treinsoort    | Route                                                                                                 | Bijzonderheden                                |
| -------- | ------------- | --- | --------------------------------------------- |
| TGV 7500 | TGV (SNCF)    | Paris Nord – Lille-Europe – Calais-Fréthun – Boulogne-Ville – Rang-du-Fliers - Verton                 | 2 treinen per dag tot Rang-du-Fliers - Verton |
| K 16     | TER (SNCF)    | Paris-Nord – Longueau – Amiens – Abbeville – Boulogne-Ville – Calais-Ville                            |                                               |
| K 21     | TER (SNCF)    | Amiens – Abbeville – Boulogne-Ville – Calais-Ville                                                    |                                               |
| K 94+    | TER GV (SNCF) | Rang-du-Fliers - Verton – Étaples-Le Touquet – Boulogne-Ville – Calais-Fréthun – Lille Europe – Arras |                                               |
| P 21     | TER (SNCF)    | Albert – Amiens – Saint-Roch – Abbeville                                                              |                                               |
| P 73     | TER (SNCF)    | Rang-du-Fliers - Verton – Boulogne-Ville – Calais-Ville                                               |                                               |

## Aansluitingen
In de volgende plaatsen is of was er een aansluiting op de volgende spoorlijnen:
Longueau
RFN 272 000, spoorlijn tussen Paris-Nord en Lille
Amiens
RFN 261 000, spoorlijn tussen Amiens en Laon
Saint-Roch
RFN 305 000, spoorlijn tussen Saint-Roch en Frévent
RFN 321 000, spoorlijn tussen Saint-Roch en Darnétal-Bifurcation
Longpré-les-Corps-Saints
RFN 322 000, spoorlijn tussen Canaples en Longroy-Gamaches
Abbeville
RFN 289 000, spoorlijn tussen Fives en Abbeville
RFN 323 000, spoorlijn tussen Abbeville en Eu
RFN 313 500, aansluiting haven van Abbeville
Noyelles
RFN 324 000, spoorlijn tussen Noyelles-sur-Mer en Saint-Valery-Canal
Ponthoile-Romaine
lijn tussen Feuquières en Ponthoile
Conchil-le-Temple
lijn tussen Conchil-le-Temple en Achiet-le-Petit
Étaples
RFN 308 000, spoorlijn tussen Saint-Pol-sur-Ternoise en Étaples
RFN 311 306, raccordement van Le Touquet
Hesdigneul
RFN 310 000, spoorlijn tussen Saint-Omer en Hesdigneul
Outreau
RFN 312 300, raccordement tussen Outreau-Poste 1 en Hoverport
Boulogne-Ville
RFN 312 311, raccordement van Boulogne-Maritime
RFN 314 000, spoorlijn tussen Boulogne-Ville en Calais-Maritime
Haven van Boulogne
RFN 311 502, bedieningsspoor pier Sarraz-Bournet
RFN 312 500, havenspoorlijn Boulogne
RFN 312 501, havenspoorlijn Boulogne
RFN 312 502, havenspoorlijn Boulogne
RFN 312 503, havenspoorlijn Boulogne
RFN 312 504, havenspoorlijn Boulogne

## Elektrische tractie
De lijn werd in verschillende gedeeltes geëlektrificeerd met een spanning van 25.000 volt 50 Hz. Tussen Longueau en Amiens in 1964, tussen Amiens en Saint-Roch in 1984 en tussen Rang-du-Fliers-Verton en Boulogne-Ville in 2010.

## Galerij

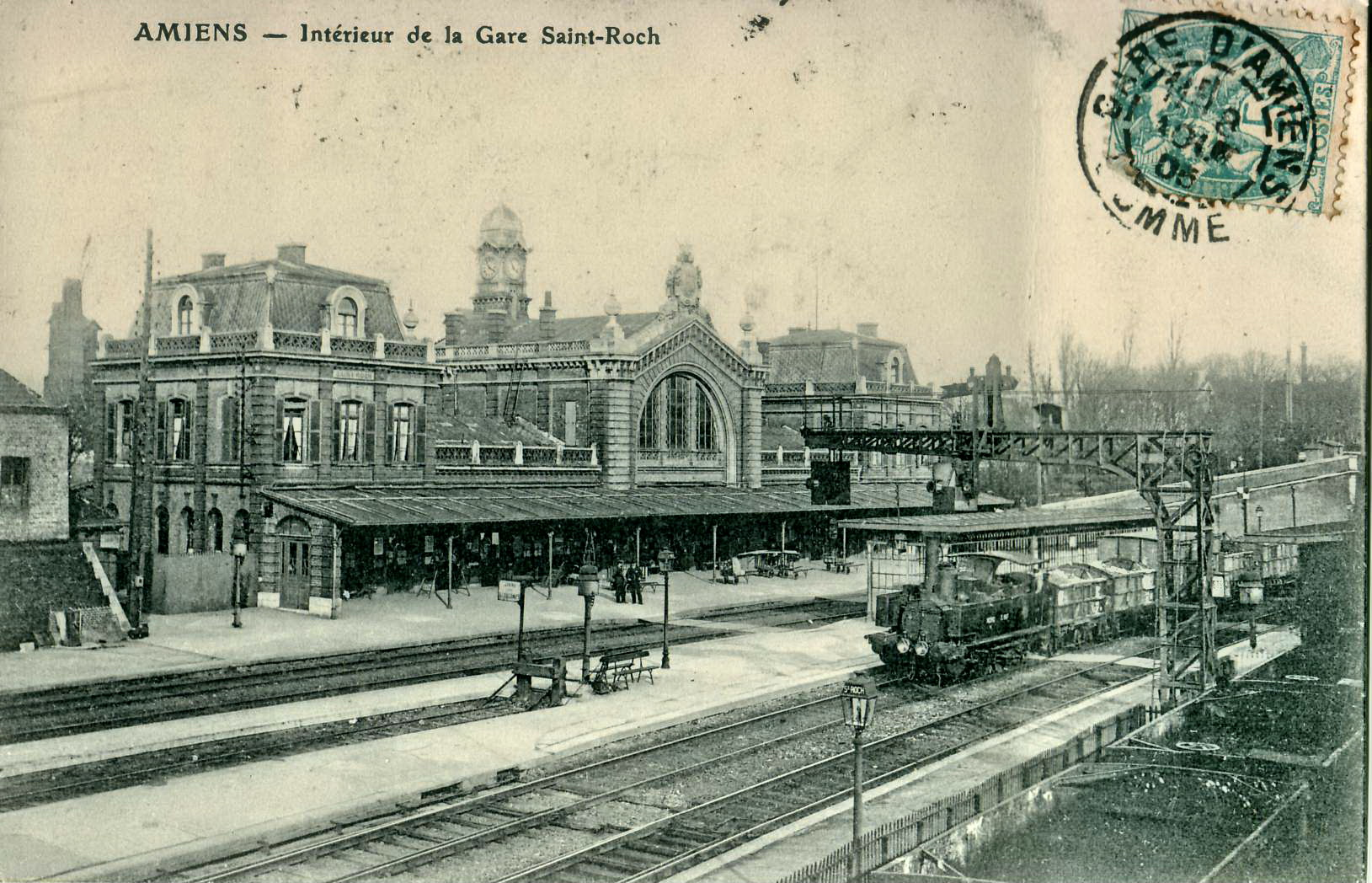
Station Saint-Roch begin 20e eeuw
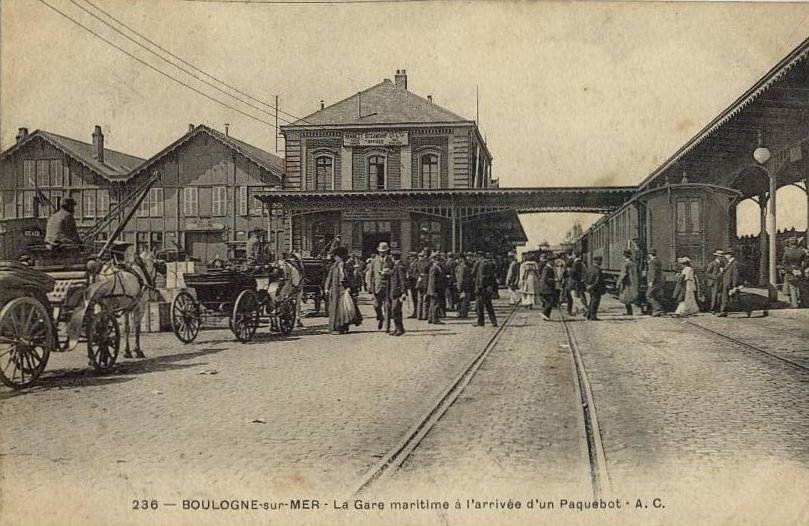
Station Boulogne-Maritime begin 20e eeuw
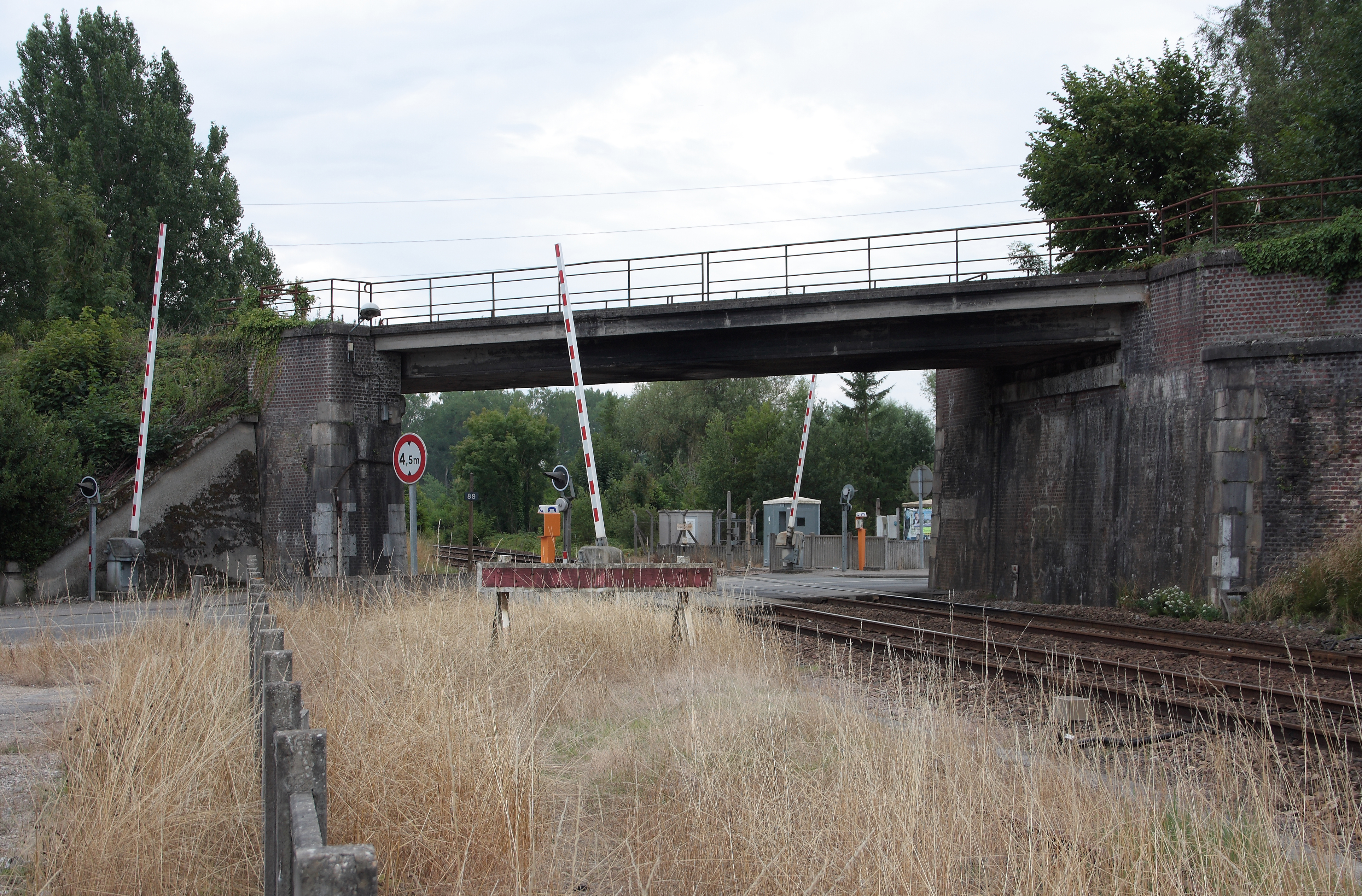
Viaduct over de lijn van de spoorlijn Fives - Abbeville
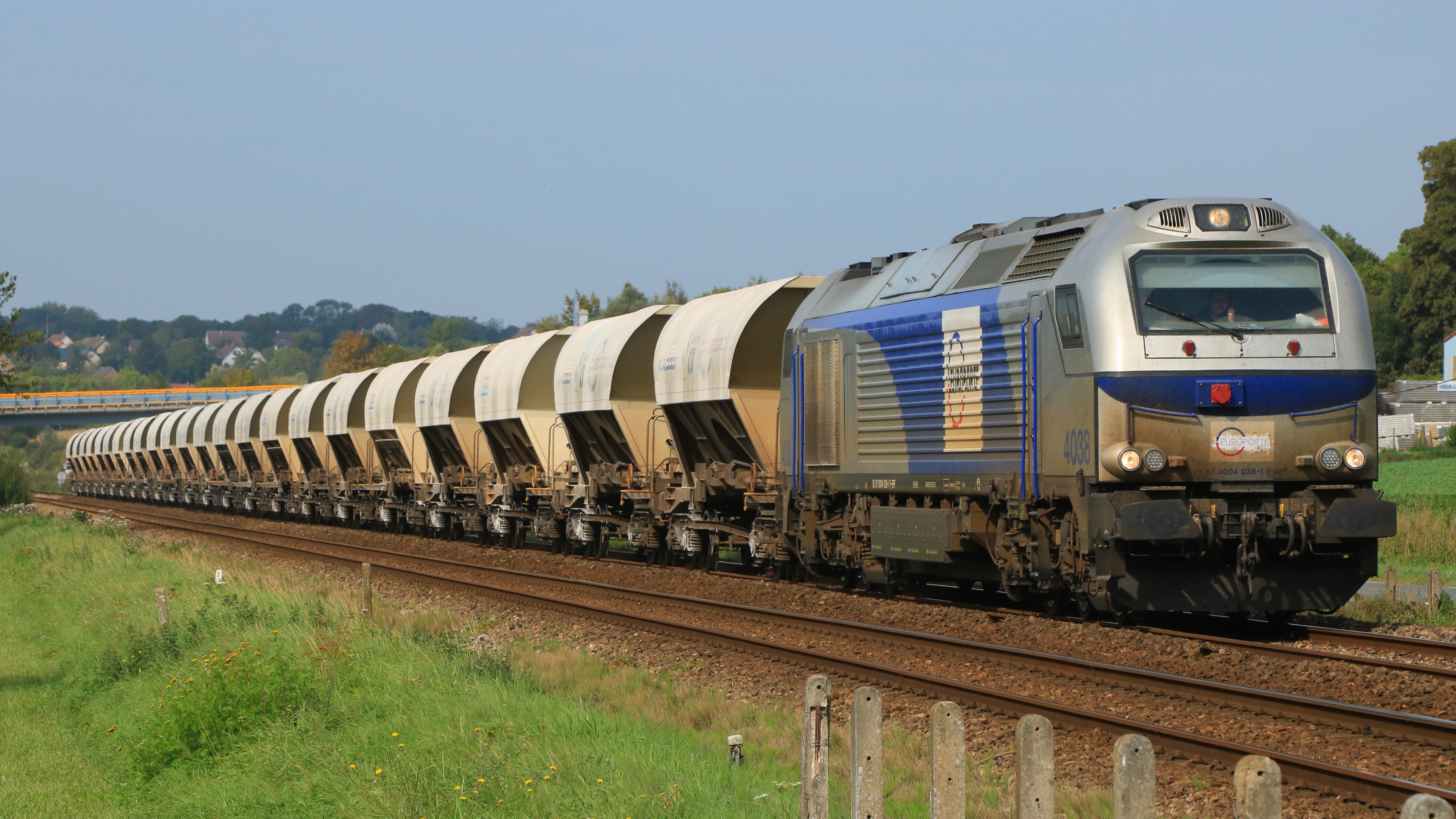
Goederentrein in de buurt van Abbeville